# SummerSlam 1992
SummerSlam 1992 è il quinto evento annuale in pay-per-view prodotto dalla World Wrestling Federation. Si è svolto il 29 agosto a Londra, al Wembley Stadium di fronte a più di 80.000 spettatori e fu Il primo pay-per-view svoltosi fuori dal Nord America e mandato in onda due giorni dopo in America, il 31 agosto.
Il pay-per-view prevedeva come main event il match tra lo sfidante Ultimate Warrior ed il campione Randy Savage per la cintura mondiale WWF. Warrior vinse il match ma solo per conteggio fuori dal ring e quindi Savage mantenne il titolo. Un altro match di campionato vide "British Bulldog" Davey Boy Smith schienare Bret Hart, aggiudicandosi così il titolo WWF Intercontinental Championship. Anche il WWF Tag Team Championship venne messo in palio durante l'evento: i Natural Disasters difesero le cinture di campioni di coppia sconfiggendo i Beverly Brothers. Altro incontro molto pubblicizzato fu quello svoltosi tra Shawn Michaels e Rick Martel. Il match, che aveva una stipulazione speciale secondo la quale i due lottatori non potevano colpirsi con colpi al viso, terminò in un doppio conteggio fuori dal ring.
La WWF ha dichiarato che la folla pagante di 80,355 persone che assistette alla manifestazione, fu la terza maggiore audience dal vivo di uno spettacolo WWF, dopo WrestleMania 29 (80,676) e WrestleMania III (93,173). Ci fu un dibattito sul pubblico veramente presente nell'arena a WrestleMania III. Infatti Dave Meltzer dichiarò che in realtà c'erano circa 78.000 persone, ma la WWE continua a dichiarare che nell'arena c'erano 93.173 persone. Randy Savage disse che prima di WrestleMania III, durante una famosa partita di calcio, i posti a sedere erano circa 80.311 e che riuscirono ad aggiungerne 13.000. Savage aggiunse anche che dalle immagini trasmesse in TV non sembrava che ci fossero posti vuoti e che la visita di Giovanni Paolo II allo stesso stadio aveva registrato una presenza del pubblico maggiore, ovvero di 93.682 persone. Tra i prezzi dei biglietti e le vendite di merci, la WWF guadagnò più di $ 3.650.000. Le recensioni dell'evento sono quasi tutte positive, e il match Smith-Hart è stato valutato come il miglior match della storia di SummerSlam.

## Storyline
L'evento doveva originariamente svolgersi a Washington D.C. La WWF decise poi di spostare l'evento allo stadio di Wembley a Londra, Inghilterra, a causa della crescente popolarità della società e la possibilità di aumentare le entrate dello show. Anche se i piani degli writer designavano Shawn Michaels come nuovo Intercontinental Champion battendo Bret Hart, la storyline fu cambiata a causa del cambio di sede. Di conseguenza, "The British Bulldog" Davey Boy Smith, nativo di Wigan, una città metropolitana nel nord-ovest dell'Inghilterra, fu scelto per vincere la cintura.

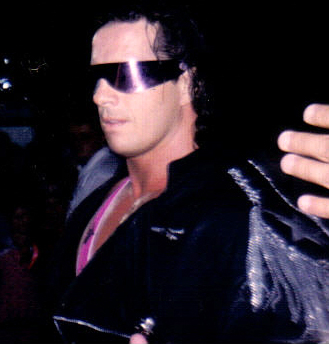
Bret Hart perse il WWF Intercontinental Championship contro suo cognato The British Bulldog

Di conseguenza, l'ultimo match in programma della serata metteva in palio il WWF Intercontinental Championship tra Bret Hart, detentore del titolo, e lo sfidante Davey Boy Smith, suo cognato nella vita reale, visto che Smith sposò Diana Hart, la sorella di Bret. Come Bret Hart ha raccontato nella sua biografia "My Real Life in the Cartoon World of Professional Wrestling", fu lui a chiedere che il match chiudesse la serata, dandogli quindi l'aura dell'incontro principale, promettendo alla dirigenza che avrebbe messo in scena un incontro migliore di qualsiasi altro in programma a Summer Slam. La dirigenza, scettica al riguardo, chiese ai due wrestler di combattere in primavera, a Binghamton, un match di prova. L'incontro, dal 2017 disponibile nel DVD-raccolta "WWE Unreleased", non rispettò le attese. Bret Hart riuscì comunque a convincere Vince McMahon e fu così che il pubblico di Wembley assistette al trionfo di Davey Boy Smith proprio in chiusura di questo epico evento. Nelle trasmissioni televisive che portarono a SummerSlam, comprese delle interviste a Diana e a sua madre Helen. Bruce Hart sostenne pubblicamente Smith, mentre Owen Hart si schierò con il fratello Bret. Diana dichiarò che lei non sapeva chi tifare fra i due avversari, visto che aveva degli stretti legami con entrambi gli uomini. Infine dichiarò che sperava che nessuno dei due lottatori si facesse male. Prima della contesa, Smith fu ricoverato in ospedale con un'infezione da stafilococco al ginocchio, che subì durante un match con Mike Sharpe il 20 luglio a Worcester, Massachusetts (il fatto è stato rivelato dalla moglie Diana anni dopo nel documentario Hart & Soul).
Il main event metteva in palio il WWF World Heavyweight Championship tra The Ultimate Warrior e Randy Savage. La storyline tra loro iniziò nell'autunno 1990, quando Sensational Sherri, la manager di Savage, cercò di organizzare un match tra Savage e Warrior. La sfida tra i due fu ufficialmente lanciata in coda al Saturday Night's Main Event "Oktoberfest", con il Campione che accettava di affrontare "Macho King". I due si affrontarono in una serie di match nel circuito degli house show (quindi lontani dalle telecamere). Sullo schermo invece, continuavano le schermaglie a distanza: durante un'intervista con Brother Love, Sherri cercò di "smuovere" il campione schiaffeggiandolo più volte, senza che questi rispose a quello che di fatto era un attacco da parte di una donna. Per gli house show, la dirigenza ideò la serie di tre match strutturata in questo modo: vittoria di Savage per count-out al primo match, vittoria di Warrior per squalifica al secondo match, blowoff (ovvero "match decisivo") con un match nella gabbia, quest'ultimo da tenersi dopo il PPV Royal Rumble. Lo scoppio della crisi in Kuwait convinse Vince McMahon a collocare per quella pay-per-view un nuovo sfidante per Ultimate Warrior, l'ex eroe americano Sgt. Slaughter. Savage interferì nel match, consentendo a Slaughter di vincere il titolo. Per concludere la rivalità, Savage e Warrior accettarono di fare un "career ending match" a WrestleMania VII. Il Guerriero vinse il match, ma l'ex manager di Savage, Miss Elizabeth riaccolse Savage tra le sue braccia dopo la contesa. Savage ritornò attivamente sui ring WWF a dicembre 1991, ma Ultimate Warrior era stato allontanato dalla federazione in estate. L'anno successivo, la rivalità si riaccese quando a Warrior fu concessa a sorpresa una title shot per il WWF World Heavyweight Championship, che Savage aveva vinto da Ric Flair a WrestleMania VIII il 5 aprile 1992. Anche in questo caso, la scelta cadde su Warrior proprio in virtù della sua popolarità sul suolo europeo (negli eventi promozionali in Inghilterra, il trio di "wrestler-ambasciatori" designati dalla WWF fu Warrior, Bulldog e Jim Duggan), ai quali si aggiungeva la clausola "main event" nel contratto stipulato da Warrior al suo rientro nel 1992, che prevedeva appunto solo match principali per tutte le pay per view per i due anni successivi. Tornando al post-WrestleMania, Flair e il suo manager, Mr. Perfect, furono sconvolti sul fatto che a Flair non li fu concessa la rivincita. Decisero di creare dei problemi tra Randy e Warrior, e Perfect annunciò l'8 agosto 1992 che stava negoziando con Savage, sul fatto di assisterlo al suo angolo durante il match per il WWF Championship a SummerSlam. La settimana seguente, Perfect sostenne che Warrior aveva anch'egli cercato i suoi servizi. Perfect annunciò la sua intenzione di apparire nell'angolo di un solo uomo, ma non avrebbe chiarire quale. A SummerSlam Spectacular, uno spettacolo destinato a promuovere il pay-per-view, Savage e Warrior fecero coppia per affrontare i Nasty Boys. Perfect e Ric Flair interferirono nel match, causando la sconfitta dei due beniamini del pubblico. Dopo l'incontro, Savage (vittima di un attacco due-contro-uno da parte dei Nasty Boys) e Warrior (che dovette difendersi dalle offensive di Perfect e Flair) continuarono a perorare le proprie convinzioni che l'altro avesse siglato un contratto con Mr. Perfect.
I piani per il guerriero erano ben diversi dallo scontro con Randy Savage. Avrebbe dovuto affrontare Sid Justice, prima che questi lasciasse la federazione per dispute contrattuali.
Inoltre nell'undercard comparvero anche due tag team match. I Money Inc. (Ted DiBiase e Irwin R. Schyster) e i The Legion of Doom (Hawk e Animal) iniziarono un feud nel 1992 per i WWF Tag Team Championship. I Legion of Doom difesero le cinture Tag Team fino a quando Hawk risultò positivo a un test di droga. Di conseguenza, la WWF lo sospese e fece perdere le cinture ai Legion of Doom contro i Money Inc. Una volta che la sospensione di Hawk terminò, la rivincita fu programmata per SummerSlam. L'incontro fu annunciato come un match per il titolo ma i Money Inc. persero le cinture contro i The Natural Disasters, e quindi il tag team match non fu più valevole per i titoli di coppia.
Nel frattempo, i Natural Disasters (Earthquake e Typhoon) e i The Beverly Brothers (Beau e Blake) ebbero una rivalità che ebbe origine a un taping televisivo WWF il 30 giugno 1992. Typhoon attaccò The Genius, che ai tempi era il manager dei Beverly Brothers. A WWF Prime Time Wrestling il 20 luglio, i Disasters vinsero i WWF Tag Team Championship dai Money Inc. Come conseguenza di questa vittoria, il titolo fu messo in palio nel match di SummerSlam.
Oltre alle difese del titolo, l'evento fu anche caratterizzato per il match tra Shawn Michaels e Rick Martel. La loro rivalità si riscaldò con i tentativi di Martel di rubare la valletta di Michaels, Sensational Sherri. Durante uno dei match Michaels teletrasmesso il 9 agosto del 1992, Martel andò a bordo ring e strizzò l'occhio a Sherri, che ricambiò il gesto. A SummerSlam Spectacular, Sherri andò a bordo ring durante uno dei match di Martel e gli strizzò l'occhio. Sia Michaels che Martel erano dei lottatori "heel", che si vantavano della loro bellezza, e Sherri li convinse a non colpirsi in faccia durante il match a SummerSlam.

## Evento
Prima che iniziò la trasmissione in pay-per-view, ci furono due match, che furono mandati in onda su WWF Prime Time Wrestling. Queste contesa non furono mai pubblicizzati in televisione negli Stati Uniti nelle settimane precedenti a SummerSlam. Nel primo match si affrontarono "Hacksaw" Jim Duggan e i Bushwhackers (Luke Williams e Butch), e il team formato da The Mountie e dai The Nasty Boys (Brian Knobs e Jerry Sags), dove vinsero i primi, quando Duggan schienò Mountie. Nella contesa successiva, Papa Shango sconfisse Tito Santana per schienamento. Questo match fu mandato in onda nella trasmissione televisiva del Regno Unito.
| Ruolo:         | Nome:             |
| -------------- | ----------------- |
| Commentatori   | Vince McMahon     |
| Commentatori   | Bobby Heenan      |
| Intervistatori | Lord Alfred Hayes |
| Intervistatori | Sean Mooney       |
| Intervistatori | Gene Okerlund     |
| Ring announcer | Howard Finkel     |
| Arbitri        | Mike Chioda       |
| Arbitri        | Danny Davis       |
| Arbitri        | Earl Hebner       |
| Arbitri        | Joey Marella      |

Nel match di apertura i Legion of Doom (Hawk e Animal) affrontarono i Money Inc. (Ted DiBiase e Irwin R. Schyster). I Legion of Doom utilizzarono la loro stazza per acquisire il vantaggio iniziale della contesa. I Money Inc. guadagnarono successivamente il vantaggio quando Hawk sbagliò una flying clothesline. Hawk cercò di dare il cambio al suo partner, ma non ci riuscì per diversi minuti perché i Money lo isolarono, tenendolo lontano dall'angolo dove c'era Animal, il compagno di coppia di Hawk. Infine, Hawk e Schyster cominciarono a colpirsi reciprocamente allo stesso tempo. Hawk diede il cambio ad Animal, e i Legion of Doom tentarono la Doomsday device, la loro mossa finale. Schyster li fermò, ma Animal lo colpì, allora lo sbatté a terra con una Powerslam, e lo schienò per ottenere la vittoria.
Nel secondo match ad essere trasmesso in PPV fu quello che vide Nailz affrontare Virgil. Nailz trascorse la maggior parte del match a soffocare Virgil. Quest'ultimo riuscì a recuperare il vantaggio più volte, e a effettuare diverse manovre offensive, ma Nailz riguadagnò sempre il vantaggio. Poco dopo, Nailz vinse il match eseguendo una sleeper hold. Dopo il match, attaccò Virgil con un manganello. Questo fu uno dei match più corti della serata, visto che si concluse dopo nemmeno 4 minuti.

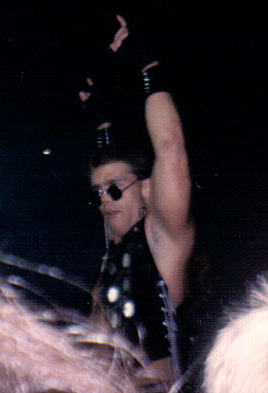
Shawn Michaels lottò contro Rick Martel per vincere "l'amore" di Sensational Sherri

Nel match seguente, i wrestler Shawn Michaels e Rick Martel non potevano, a causa di una stipulazione pre-match, colpirsi in faccia. I due uomini si scambiarono delle hold ma erano entrambi preoccupati di ricevere l'approvazione di Sherri, che si trovava a bordo ring. Martel guadagnò il vantaggio lanciando Michaels al di fuori del ring, e cominciò quindi ad attaccarlo lì. Quando i due tornarono sul ring, si susseguirono vari schienamenti. Michaels cominciò poi a prendere a calci Martel cercando di schinarlo ancora, ma l'arbitro fermò il conteggio a due perché a un certo punto vide che Michaels stava facendo leva mettendo i piedi sulle corde. A quel punto entrambi gli uomini vennero a meno della stipulazione pre-match, cominciando a schiaffeggiarsi in pieno volto. Sherri finse di svenire, il che attirò l'attenzione di entrambi i lottatori. Allora i due portarono Sherri dietro le quinte, venendo di conseguenza contati fuori. Mentre Martel buttò un po' d'acqua sul volto di Sherri per farla rinvenire, colpì Michaels con un po' d'acqua, facendo scaturire in lui una rabbia irreprensibile. Rick scappa mentre Michaels lo rincorre, lasciando da sola Sherri, che se ne va urlando e piangendo.
Mentre stava per iniziare il match valevole per il WWF Tag Team Championship, i Beverly Brothers (Beau e Blake) attaccarono i Natural Disasters (Earthquake e Typhoon). I Disatsers usarono la loro stazza e la loro forza per ottenere il vantaggio, ma Earthquake accidentalmente effettuò una avalanche su Typhoon. I Beverly controllarono il match per alcuni minuti, con Blake che eseguì una splash e una front facelock. Typhoon recuperò e attaccò gli entrambi avversari con una Clothesline, ma non fu in grado di dare il cambio a Earthquake. Più tardi, Typhoon tentò di dare ancora una volta il tag, ma Beau distrasse Earthquake. Poi The Genius consegnò a Blake un rotolo di metallo, che Blake usò per colpire Typhoon. Quest'ultimo riuscì però a riprendersi, e Earthquake entrò sul ring e controllò il resto della contesa. Effettuò una powerslam su Beau, prima di schienarlo dopo averlo attaccato con una Earthquake splash.
Poi ci fu il main event, collocato a metà serata come usualmente succedeva negli spettacoli negli anni Ottanta della WWF al Madison Square Garden, dove Randy Savage difese il WWF World Heavyweight Championship contro Ultimate Warrior. Anche se Mr. Perfect sostenne che sarebbe stato in un angolo di uno dei lottatori, non si presentò a bordo ring nell'inizio del match. Savage e Warrior non acquisirono un vantaggio decisivo, dove Savage eseguì diverse clothesline e attaccò con diversi pugni il suo avversario, e dove Warrior contrastò l'attacco con delle atomic drop. Savage eseguì due double axe handle dalla terza corda, ma Warrior lo prese quando Savage tentò di eseguire la mossa per la terza volta. Poi Warrior sbagliò una mossa e cadde fuori dal ring, Savage salì sulla terza corda ed eseguì una double axe handle. Una volta che i lottatori tornarono sul quadrato, Ric Flair e Mr. Perfect entrarono nell'arena e si fermarono a bordo ring. La contesa proseguì normalmente fino a quando Perfect raggiunse sul ring e fece inciampare Savage con uno sgambetto, che stava correndo per guadagnare lo slancio per una manovra. Ultimate gettò accidentalmente Savage sull'arbitro Earl Hebner. Come conseguenza dell'urto, Hebner non fu in grado di eseguire il conteggio di tre quando Savage schienò Warrior dopo aver eseguito una diving elbow drop. Perfect e Flair fecero riprendere i sensi a Warrior, solo per attaccarlo quando si alzò in piedi. Poi Ultimate si riprese e tentò di eseguire una running splash, ma Flair lo colpì con una sedia. Savage vide Warrior ferito e si rese conto che Flair e Perfect causavano solo dei problemi, invece di aiutare uno dei due uomini. Per ritorsione, Savage saltò fuori dal quadrato dalla terza corda su Flair, ma egli lo colpì a una gamba con la sedia. Savage non fu in grado di tornare sul ring, e quindi Ultimate Warrior vinse la contesa via countout. Flair e Perfect continuarono ad attaccare Savage fino a quando Warrior li fece scappare via. Savage e Ultimate Warrior si diressero dietro le quinte insieme, con lo sfidante a sorreggere il campione seriamente infortunato alla gamba.
Il match valevole per il WWF World Heavyweight Championship fu seguito da un match che contrappose Tatanka e The Berzerker, dove vinse il primo per schienamento. Questa contesa fu originariamente annunciata in televisione negli Stati Uniti, nelle settimane precedenti a SummerSlam, visto che fece parte della trasmissione in PPV. A causa dei vincoli di tempo, il match fu tagliato dalla scaletta della trasmissione televisiva negli Stati Uniti. Il match, comunque, fu mostrato sulla trasmissione televisiva del Regno Unito, e poi su WWF Prime Time Wrestling.

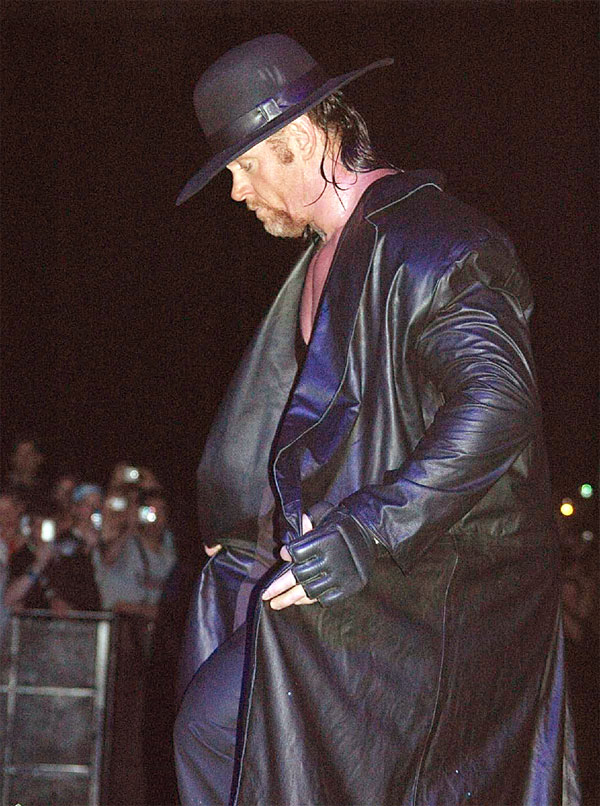
The Undertaker sconfisse Kamala per squalifica

Nel match successivo si affrontarono The Undertaker e Kamala. Quest'ultimo, che fu accompagnato dal suo manager, Harvey Wippleman, e dal suo gestore, Kim Chee, attaccò Undertaker prima che iniziasse il match. Taker bloccò l'attacco e diede dei pugni a Kamala più volte prima di eseguire una chop dalla terza corda sul suo avversario. A quel punto tentò di eseguire di nuovo la stessa mossa, ma Wippleman lo scaraventò fuori dalle corde (ma non fuori dal ring). Kamala lanciò poi Undertaker fuori dal ring, dove attaccò Wippleman e Kim Chee. Tornato nel quadrato, Taker guadagnò il vantaggio eseguendo una chokeslam e una clothesline. Quando Undertaker tentò di eseguire la sua mossa finale, la Tombstone Piledriver, Kim Chee corse sul ring e colpì Taker con un elmetto coloniale. Di conseguenza, Kamala fu squalificato e Undertaker vinse il match. Kamala continuò ad attaccare e colpire Undertaker con una serie di splash e apparentemente lasciò il suo avversario privo di sensi. Dopo qualche secondo Taker improvvisamente si alzò, rimanendo seduto e fissando il gigante ugandese, Kamala. Allora Whippleman e Kim Chee presi dal panico fuggirono, seguiti da Taker e Paul Bearer (il suo manager), che, lentamente, cominciarono a seguirli.
Roddy Piper si unì agli Highlanders Balmoral per suonare Scotland the Brave con le cornamuse.
L'evento si concluse dunque con il match valevole per il WWF Intercontinental Championship, tra il campione Bret Hart, e lo sfidante, "British Bulldog" Davey Boy Smith, accompagnato dal campione del mondo di pugilato, nativo di Londra, Lennox Lewis. Nei primi minuti, Hart usò le sue abilità tecniche di wrestling e Smith si concentrò sulla forza fisica. Hart assunse il controllo del match con una reverse atomic drop e una Samoan drop. Smith cercò di recuperare con una monkey flip, ma Hart riguadagnò il vantaggio con un bulldog e una plancha. Smith finalmente recuperò e cercò di schienare Hart con una back slide. Hart sfuggì al tentativo di schienamento e rinchiuse l'avversario in una sleeper hold. Smith ottenne il vantaggio, tuttavia, e utilizzò la sua forza fisica per governare la contesa, eseguendo una powerslam e una grande varietà di suplex. Hart riuscì a rinchiudere Smith nella Sharpshooter, la mossa finale di Bret. Smith riuscì però a liberarsi dalla presa, e gettò Hart contro le corde. Quando Bret stava correndo verso l'avversario, provò ad eseguire una sunset flip. Smith ricambiò la mossa e schienò Hart per vincere il titolo intercontinentale. Subito dopo la contesa, Hart si rifiutò di stringere la mano a Smith. Però ben presto cambiò idea, e abbracciò sia Smith che Diana Hart, sua moglie.

## Conseguenze
Randy Savage, a causa del perdurante infortunio alla gamba, perse il suo titolo contro Ric Flair in un match trasmesso in televisione il 1º settembre 1992 a Hershey, Pennsylvania. Durante il match Flair ricevette l'aiuto non solo di Mr Perfect, ma anche dal nuovo arrivato Razor Ramon, che precedentemente all'incontro aveva avuto un duro alterco con Savage durante un'intervista dal vivo. Bret Hart affermò in un'intervista nel 2014, che il proprietario WWF Vince McMahon aveva deciso che ci sarebbe stato il cambio di titolo, e che si arrabbiò moltissimo quando Ric Flair e Randy Savage non furono in grado di fare molto di ciò che era stato concordato per l'incontro (il pubblico di Hershey quella sera vide addirittura due match tra Flair e Macho Man: il primo terminò in doppia squalifica quando la dirigenza ordinò ai due wrestler di interrompere l'incontro che stava uscendo completamente dai programmi stabiliti; il secondo match, trasmesso in tv e terminato con il trionfo di Ric Flair, fu anch'esso deludente agli occhi di McMahon).
I piani degli autori WWF di far turnare Ultimate Warrior creando un feud con Savage, furono scartati a causa del rifiuto di quest'ultimo di diventare un heel. A quel punto Savage e Warrior furono messi in coppia per affrontare Flair e Ramon a Survivor Series 1992. Tuttavia, visto che Ultimate fu licenziato dalla federazione a novembre, il suo posto fu sorprendentemente offerto a Mr. Perfect, che accettò a dispetto di Flair e del suo storico manager Bobby Heenan, diventando così face, e creando una faida con Flair che si concluse quando Ric lasciò la WWF nel gennaio 1993.
Shawn Michaels, che originariamente era stato scelto per vincere il WWF Intercontinental Championship da Bret Hart a SummerSlam, vinse il titolo da Davey Boy Smith il 27 ottobre (il match andò in onda in televisione il 14 novembre 1992, nell'episodio di Saturday Night's Main Event). Michaels e Sherri continuarono la loro relazione sullo schermo dopo SummerSlam. Sherri affermò di aver creato la rivalità con Martel per testare l'amore di Michaels verso di lei. La loro relazione piano piano peggiorò, a causa soprattutto del fatto che Michaels, per non farsi attaccare dal suo ex tag team partner Marty Jannetty, nella puntata di Superstars del 31 ottobre, usò Sherri come scudo. Ciò portò a degli screzi tra Sherry e Michaels a Royal Rumble 1993 e a WrestleMania IX. Perso il titolo intercontinentale, British Bulldog lasciò la federazione dopo essere stato licenziato poiché coinvolto nello scandalo steroidi in cui la federazione era impelagata in quel periodo.
The Undertaker continuò il suo feud con Kamala e Harvey Wippleman. I due lottatori si affrontarono di nuovo a Survivor Series 1992 in un coffin match, dove vinse Undertaker. Wippleman si vendicò con l'arrivo di Giant Gonzalez (e più tardi di Mr. Hughes), con il quale Taker ebbe un feud nel 1993.

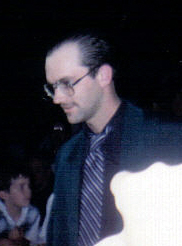
Harvey Wippleman ebbe un lungo feud con The Undertaker a partire da SummerSlam 1992

La faida tra Natural Disasters e Money Inc. continuò dopo essersi interrotta per quest'edizione dell'evento. Schyster e Dibiase riconquistarono le cinture perse due mesi prima di SummerSlam ad ottobre.
I Legion Of Doom lasciarono la federazione alcuni giorni dopo. Mike Hegstrand (Hawk) era da tempo in contrasto con la federazione per la gestione dei loro personaggi. Scontata la squalifica per aver fallito dopo la Royal Rumble un controllo antidoping, lui e Joseph Laurinatis (Animal) erano rientrati presentandosi sul ring con un pupazzo ventriloquo in mano al manager Paul Ellering, scelta ritenuta pessima da Hawk secondo il quale ridicolizzava anziché mettere in risalto il tag team. Animal rimase per onorare il contratto ma dopo un po' lasciò anch'egli per delle forti infiammazioni alla colonna vertebrale. I due tornarono in WWF cinque anni dopo.
Sconvolto per il denaro ricevuto per lottare a SummerSlam, Kevin Wacholz (Nailz) ebbe un faccia a faccia con il proprietario WWF Vince McMahon subito dopo Survivor Series 1992. Secondo il verbale della polizia, Kevin attaccò fisicamente McMahon. Di conseguenza, Nailz fu immediatamente licenziato dalla WWF. Apparve per un breve periodo nella promozione rivale della WWF, la World Championship Wrestling (WCW) come un prigioniero in carcere, ma fu rilasciato dopo che la WWF citò in causa la WCW per aver dato quel ruolo a Nailz. La rabbia tra Wachholz e McMahon si estese nel processo di McMahon nel 1994, quando egli fu accusato di distribuire steroidi ai lottatori. Anche se Wacholz testimoniò contro McMahon, le sue dichiarazioni, secondo i giudici, furono forzate dall'odio che Wacholz provava per McMahon, e si dimostrarono dannose per l'accusa.

### Accoglienza
Secondo la WWF, le 80,355 persone presenti a SummerSlam 1992 furono la terza presenza più grande nella storia della società, dietro solo a WrestleMania 29 e a WrestleMania III, che si dice abbia attirato 93,173 fan. Ci fu un dibattito sul pubblico veramente presente nell'arena. Infatti Dave Meltzer dichiarò che in realtà c'erano circa 78.000 persone, ma la WWE continua a dichiarare che nell'arena c'erano 93.173 persone. Randy Savage disse che prima di WrestleMania III, durante una famosa partita di calcio, i posti a sedere erano circa 80.311 e che riuscirono ad aggiungerne 13.000. Savage aggiunse anche che dalle immagini trasmesse in TV non sembrava che ci fossero posti vuoti e che la visita di Giovanni Paolo II allo stesso stadio aveva registrato una presenza del pubblico maggiore, ovvero di 93.682 persone. Quindi tanti pensano che questa edizione di SummerSlam abbia raccolto il maggior numero di fan in assoluto della compagnia.
L'evento ricevette delle recensioni positive da una grande varietà di fonti. RD Reynolds definì lo spettacolo "un grande successo". In particolare, il match valevole per il WWF Intercontinental Championship fu definito "uno dei più grandi match di tutti i tempi". Pro Wrestling Illustrated mise la contesa nella lista dei "Match of the Year", mentre la WWE lo definì "The Greatest Moment in SummerSlam History". Bret Hart affermò che questo è il suo match preferito di tutti i tempi.
La WWF guadagnò circa $ 2.200.000, e $ 445.000 nell'anno precedente. L'azienda vendette inoltre $ 1.456.203 di merchandise a SummerSlam, che è la più grande quantità di guadagni in merchandise a un evento targato WWF. Il buyrate per l'evento fu di 1,5, in calo rispetto a 2,7 a SummerSlam 1991, ma superiore al 1,3 di buyrate guadagnato a SummerSlam 1993.
SummerSlam 1992 fu distribuito in formato VHS il 24 settembre 1992. Mentre negli Stati Uniti i VHS inclusero solo gli 8 match mostrati in PPV in TV, nel Regno Unito inclusero tutti gli 11 incontri, tra cui i tre dark match. Il 3 ottobre 2005, nel Regno Unito, l'evento fu rilasciato su DVD, confezionato insieme a SummerSlam 1993 come parte della linea WWE Tagged Classics. L'evento fu più tardi rilasciato come parte della collana WWE's SummerSlam Anthology Boxed Set DVD. Essa fu pubblicata il 5 agosto 2008 in Nord America e il 6 ottobre 2008 nel Regno Unito. Tuttavia, la versione Anthology incluse solo gli 8 match inclusi nella trasmissione televisiva in pay-per-view, escludendo i tre dark match.

## Risultati
| #          | Risultati | Stipulazioni                                          | Durata |
| ---------- | --- | ----------------------------------------------------- | ------ |
| Dark match | The Bushwhackers (Bushwhacker Butch e Bushwhacker Luke) e Jim Duggan hanno sconfitto The Nasty Boys (Brian Knobbs e Jerry Sags) (con Jimmy Hart) e The Mountie | Six-man tag team match                                | 12:33  |
| Dark match | Papa Shango ha sconfitto El Matador | Single match                                          | 06:00  |
| 1          | The Legion of Doom (Hawk e Animal) (con Paul Ellering) hanno sconfitto Money Inc. (Ted DiBiase e Irwin R. Schyster) (con Jimmy Hart)                           | Tag team match                                        | 15:10  |
| 2          | Nailz ha sconfitto Virgil | Single match                                          | 03:55  |
| 3          | Shawn Michaels (con Sensational Sherri) vs. Rick Martel termina in un doppio countout                                                                          | Single match                                          | 08:06  |
| 4          | The Natural Disasters (Earthquake e Typhoon) (c) hanno sconfitto The Beverly Brothers (Blake Beverly e Beau Beverly) (con The Genius)                          | Tag team match per i WWF Tag Team Championship        | 10:30  |
| 5          | Crush ha sconfitto Repo Man | Single match                                          | 05:41  |
| 6          | The Ultimate Warrior ha sconfitto Randy Savage (c) per countout                                                                                                | Single match per il WWF Championship                  | 28:00  |
| 7          | The Undertaker (con Paul Bearer) ha sconfitto Kamala (con Harvey Wippleman e Kim Chee) per squalifica                                                          | Single match                                          | 03:27  |
| 8          | Tatanka ha sconfitto The Berzeker (con Mr. Fuji) | Single match                                          | 05:46  |
| 9          | The British Bulldog (con Lennox Lewis) ha sconfitto Bret Hart (c)                                                                                              | Single match per il WWF Intercontinental Championship | 25:40  |